# Carl Teike
Carl Teike, född 5 februari 1864 i Altdamm nära Stettin, Tyskland, död 28 maj 1922 i Landsberg an der Warthe, var en tysk kompositör av bland annat marschmusik.

## Kända kompositioner
- Alte Kameraden Spelas i Nils Poppe-filmerna Flyg-Bom och Tull-Bom, i filmen Kalle Karlsson från Jularbo och i Kronans kavaljerer med Fridolf Rhudin
- Graf Zeppelin march
- In Treue fest
- Prins Wilhelm som avser Vilhelm II av Tyskland